# Algoritmo fonético
Un algoritmo fonético es un algoritmo para indexar palabras por su pronunciación. La mayoría de algoritmos se desarrollaron para el inglés y no son útiles para indexar palabras en otros idiomas. Porque la ortografía del inglés varía significativamente dependiendo de múltiples factores, como el origen de la palabra y su uso en el tiempo, e influencias de otros idiomas, los algoritmos fonéticos necesariamente toman en cuenta numerosas reglas y excepciones.

## Algoritmos
Entre los algoritmos fonéticos más conocidos están:
- Soundex, que fue desarrollado para codificar nombres en censos. Los códigos Soundex se componen de una letra seguida por 3 números.
- Daitch–Mokotoff Soundex, el cual es una adaptación de Soundex diseñada para coincidir mejor con los nombres de origen eslavo y germánico. Los códigos Daitch–Mokotoff Soundex  se componen de 6 dígitos numéricos.
- Algoritmo fonético de Colonia: similar a Soundex, pero más adecuado para palabras en alemán.
- Metaphone y Double Metaphone, los cuales sirven con la mayoría de palabras en inglés, no solo nombres. Los algoritmos de Metaphone son la base para varios correctores ortográficos populares.
- New York State Identification and Intelligence System (NYSIIS), el cual asigna fonemas similares a la misma letra. El texto resultante puede ser pronunciado por el lector sin decodificarlo.
- Match Rating Approach, desarrollado por Western Airlines en 1977 - este algoritmo tiene una técnica de codificación y comparación de rango.
- Caverphone, creado para asistir en la vinculación de datos de los censos electorales entre finales del siglo 19 e inicios del siglo 20, optimizado para acentos presentes en partes de Nueva Zelanda.

## Usos comunes
- Los correctores ortográficos a menudo pueden contener algoritmos fonéticos. El algoritmo de Metaphone, por ejemplo, puede tomar una palabra mal escrita y crear un código. El código después es buscado en un directorio por palabras con el mismo o similar Metaphone. Palabras con un Metaphone igual o similar se convierten en posibles palabras alternativas.
- Las funcionalidades de búsqueda con frecuencia usarán algoritmos fonéticos para encontrar resultados que no coinciden exactamente con los términos siendo buscados. La búsqueda de nombres puede ser difícil ya que frecuentemente existen varias formas de escribir un nombre. Un ejemplo es el nombre inglés Claire. Tiene 2 alternativas, Clare/Clair, y ambas se pronuncian igual. Buscar por una versión no mostraría resultados para las otras dos. Usando Soundex las 3 variaciones producen el mismo código Soundex, C460. Al buscar el nombre por el código Soundex se mostrarán las 3 variaciones.